# WBSC Прем'єр–12
WBSC Прем'єр—12 (також «Прем'єр—12») — міжнародний бейсбольний турнір між національними збірними. Організовується WBSC раз на чотири роки за участю 12 найкращих бейсбольних збірних за рейтингом WBSC. Перший турнір було проведено у Тайвані та Японії в листопаді 2015 року.
З 1938 по 2011 роки головним бейсбольним турніром між національними збірними був Чемпіонат світу з бейсболу, який проводився під егідою IBAF. Після 2011 року IBAF вирішила відмовитися від проведення цього турніру і статус чемпіонату світу з бейсболу офіційно отримала Світова класика бейсболу.
У липні 2014 року президент WBSC Рікардо Фраккарі оголосив про заснування нового турніру серед найкращих бейсбольних збірних. Турнір матиме назву «Прем'єр—12», а його учасниками будуть 12 найкращих бейсбольних збірних за рейтингом WBSC. Змагання проходитимуть у двох групах по 6 команд, за результатами якого 8 кращих вийдуть у раунд плей-оф. У випадку повернення бейсболу до програми Олімпійських ігор 2020 року, Прем'єр—12 буде слугувати кваліфікаційним відбором на Олімпіаду.
У повідомленні про заснування нового турніру зазначалося, що він буде проводитися у листопаді, аби уникнути перетину з календарями провідних професійних ліг (в першу чергу, ВЛБ і NPB, які закінчуються наприкінці жовтня). Незважаючи на це Вища ліга бейсболу не дозволила гравцям, які входять до «складу 40» команд ліги, грати за збірні своїх країн на Прем'єр–12 2015 року. Це пов'язують з тим, що ВЛБ є організатором подібного турніру за участю національних збірних – Світової класики бейсболу, в якій беруть участь провідні професіональні гравці. Існування ще одного аналогічного за якістю гравців турніру нівелювало б статус Світової класики, як єдиного турніру за участю найсильніших гравців.
В січні 2015 року було оголошено дати проведення першого турніру (8—21 листопада), міста (Токіо, Тайбей і Тайчжун), а також склад учасників.

## Результати
| Рік  | Період         | Місце проведення | Переможець     | 2-ге місце | 3-тє місце |
| ---- | -------------- | ---------------- | -------------- | ---------- | ---------- |
| 2015 | 8–21 листопада | Тайвань Японія   | Південна Корея | США        | Японія     |